# 스지다다오역
스지다다오역(世纪大道站)는 중화인민공화국 상하이시 푸둥 신구 둥팡루(东方路)에 위치한 지하철 역으로 2호선, 4호선, 6호선, 9호선이 지나가고, 환승할 수 있는 교통의 요지이다.

## 주변
- 스지다다오(世纪大道)
- 장양루(张杨路)
- 둥팡루(东方路)

## 전후역
- 상하이 지하철 2호선
  - 둥창루(东昌路) - 스지다다오 역(世纪大道站) - 상하이 커지관(上海科技馆)
- 상하이 지하철 4호선
  - 푸둥다다오(浦东大道) - 스지다다오 역(世纪大道站) - 푸뎬루(浦电路)
- 상하이 지하철 6호선
  - 유안센스포츠센터(源深体育中心) - 스지다다오 역(世纪大道站) - 푸뎬루(浦电路)

## 연혁
- 1999년 9월 20일 2호선 개통
- 2006년 10월 28일 4호선 개통
- 2007년 10월 29일 6호선 개통